# Al Hubbard
Al Hubbard, nascido Allan Hubbard (1915-1984) foi um desenhista de histórias em quadrinhos.
Fez uma famosa dupla com Dick Kinney, sendo responsáveis pela criação de alguns personagens do universo Disney, como o atrapalhado primo do Pato Donald, o Peninha (1964), Urtigão (1964) e o agente secreto 00-Zero (1966).
Trabalhou como animador de 3 clássicos longa-metragens da Disney: Pinóquio, Bambi e Dumbo, entre 1937 e 1941.
Dentre os vários personagens com os quais trabalhou, destacam-se Supermouse, Tom e Jerry, Frajola e Andy Panda. Na Disney, desenhou, entre outros, Tico e Teco, Os Aristogatas, Mickey Mouse e o Pato Donald. 
Também desenhou algumas histórias do Pato Donald, criadas pelo conceituadíssimo Al Taliaferro, em 1965. Desenhou alguns livros para colorir e de histórias infantis.